# Гатлі (Міссісіпі)
Гатлі (англ. Hatley) — місто (англ. town) в США, в окрузі Монро штату Міссісіпі. Населення — 495 осіб (2020).

## Географія
Гатлі розташоване за координатами 33°58′38″ пн. ш. 88°25′6″ зх. д. / 33.97722° пн. ш. 88.41833° зх. д. (33.977321, -88.418392).  За даними Бюро перепису населення США в 2010 році місто мало площу 3,54 км², уся площа — суходіл.

## Демографія
Згідно з переписом 2010 року, у місті мешкали 482 особи в 192 домогосподарствах у складі 155 родин. Густота населення становила 136 осіб/км².  Було 209 помешкань (59/км²).
Расовий склад населення:
| - 99,4 % — білих - 0,2 % — вихідців з тихоокеанських островів - 0,2 % — корінних американців |

До двох чи більше рас належало 0,2 %. Частка іспаномовних становила 0,0 % від усіх жителів.
За віковим діапазоном населення розподілялося таким чином: 19,1 % — особи молодші 18 років, 58,3 % — особи у віці 18—64 років, 22,6 % — особи у віці 65 років та старші. Медіана віку мешканця становила 45,6 року. На 100 осіб жіночої статі у місті припадало 99,2 чоловіків;  на 100 жінок у віці від 18 років та старших — 94,0 чоловіків також старших 18 років.
Середній дохід на одне домашнє господарство  становив 48 746 доларів США (медіана — 36 818), а середній дохід на одну сім'ю — 55 183 долари (медіана — 43 250). За межею бідності перебувало 20,6 % осіб, у тому числі 25,0 % дітей у віці до 18 років та 18,9 % осіб у віці 65 років та старших.
Цивільне працевлаштоване населення становило 197 осіб. Основні галузі зайнятості: освіта, охорона здоров'я та соціальна допомога — 32,0 %, виробництво — 19,3 %, роздрібна торгівля — 12,7 %, будівництво — 10,2 %.